# Список командувачів НАТО
Нижче представлено список командирів військового управління ОЗС НАТО трьох рівнів (стратегічного, оперативного, оперативно-стратегічного), до яких відносяться командування, які розташовані (або були розташовані) в Європі та Північній Америці.
Верховні головнокомандувачі НАТО у списку представлені, як верховні головнокомандувачі ОЗС НАТО у Європі, які також за сумісництвом виконують обов'язки головнокомандувача ЗС США у Європі.
Також представлені командувачі тих структур, які на сьогодні розформовані і не функціонують.
Список складено за роком створення командування, тобто від найстарішого (1951) до найновішого (2012).

## Список командувачів ОЗС НАТО в Європі (з 1951)
| №   | Ім'я                           | Зображення | Країна походження | Початок повноважень | Кінець повноважень |
| --- | ------------------------------ | ---------- | ----------------- | ------------------- | ------------------ |
| 1.  | Генерал армії Дуайт Ейзенхауер |            | США               | 1951                | 1952               |
| 2.  | Генерал Метью Ріджвей          |            | США               | 1952                | 1953               |
| 3.  | Генерал Альфред Грюнтер        |            | США               | 1953                | 1956               |
| 4.  | Генерал Лоріс Норстад          |            | США               | 1956                | 1963               |
| 5.  | Генерал Ліман Лемніцер         |            | США               | 1963                | 1969               |
| 6.  | Генерал Ендрю Гудпастер        |            | США               | 1969                | 1974               |
| 7.  | Генерал Александр Гейг         |            | США               | 1974                | 1979               |
| 8.  | Генерал Бернард Роджерс        |            | США               | 1979                | 1987               |
| 9.  | Генерал Джон Галвін            |            | США               | 1987                | 1992               |
| 10. | Генерал Джон Шалікашвілі       |            | США               | 1992                | 1993               |
| 11. | Генерал Джордж Джоулвен        |            | США               | 1993                | 1997               |
| 12. | Генерал Веслі Кларк            |            | США               | 1997                | 2000               |
| 13. | Генерал Джозеф Ральстон        |            | США               | 2000                | 2003               |
| 14. | Генерал Джеймс Логан Джонс     |            | США               | 2003                | 2006               |
| 15. | Генерал Банц Кредок            |            | США               | 2006                | 2009               |
| 16. | Адмірал Джеймс Ставрідіс       |            | США               | 2009                | 2013               |
| 17. | Генерал Філіп Брідлав          |            | США               | 2013                | на посаді          |
|     |                                |            |                   |                     |                    |

## Список командувачів ВПС НАТО в Центральній Європі (1951—1992)
| №   | Ім'я                                    | Зображення | Країна походження | Початок повноважень | Кінець повноважень |
| --- | --------------------------------------- | ---------- | ----------------- | ------------------- | ------------------ |
| 1.  | Генерал Лоріс Норстад                   |            | США               | 1951                | 1953               |
| 2.  | Маршал повітряних сил Безіл Ембрі       |            | Велика Британія   | 1953                | 1956               |
| 3.  | Маршал повітряних сил Джордж Міллс      |            | Велика Британія   | 1956                | 1959               |
| 4.  | Маршал повітряних сил Гаррі Бродхерст   |            | Велика Британія   | 1959                | 1961               |
| 5.  | Маршал повітряних сил Ерл Бендон        |            | Велика Британія   | 1961                | 1963               |
| 6.  | Маршал повітряних сил Едманд Хадлстон   |            | Велика Британія   | 1963                | 1967               |
| 7.  | Маршал повітряних сил Огастас Вокер     |            | Велика Британія   | 1967                | 1970               |
| 8.  | Маршал повітряних сил Фредерік Розьє    |            | Велика Британія   | 1970                | 1973               |
| 9.  | Маршал повітряних сил Льюїс Годжес      |            | Велика Британія   | 1973                | 1976               |
| 10. | Маршал повітряних сил Пітер Ле Кемінент |            | Велика Британія   | 1976                | 1979               |
| 11. | Маршал повітряних сил Джон Стейсі       |            | Велика Британія   | 1979                | 1981               |
| 12. | Маршал повітряних сил Пітер Террі       |            | Велика Британія   | 1981                | 1981               |
| 13. | Маршал повітряних сил Джон Джинджелл    |            | Велика Британія   | 1981                | 1984               |
| 14. | Маршал повітряних сил Майкл Бівіс       |            | Велика Британія   | 1984                | 1986               |
| 15. | Маршал повітряних сил Джозеф Гілберт    |            | Велика Британія   | 1986                | 1989               |
| 16. | Маршал повітряних сил Ентоні Скінгслі   |            | Велика Британія   | 1989                | 1992               |
|     |                                         |            |                   |                     |                    |

## Список командувачів ВМС НАТО в Північній Європі (1951—1994)
| №   | Ім'я                             | Зображення | Країна походження | Початок повноважень | Кінець повноважень |
| --- | -------------------------------- | ---------- | ----------------- | ------------------- | ------------------ |
| 1.  | Адмірал Патрік Брінд             |            | Велика Британія   | 1951                | 1953               |
| 2.  | Генерал Роберт Мансерж           |            | Велика Британія   | 1953                | 1956               |
| 3.  | Генерал-лейтенант Сесіл Сагден   |            | Велика Британія   | 1956                | 1958               |
| 4.  | Генерал-лейтенант Горацій Мюррей |            | Велика Британія   | 1958                | 1961               |
| 5.  | Генерал-лейтенант Гарольд Піман  |            | Велика Британія   | 1961                | 1963               |
| 6.  | Генерал-лейтенант Роберт Брей    |            | Велика Британія   | 1963                | 1967               |
| 7.  | Генерал Кеннет Дарлінг           |            | Велика Британія   | 1967                | 1969               |
| 8.  | Генерал Волтер Вокер             |            | Велика Британія   | 1969                | 1972               |
| 9.  | Генерал Томас Пірсон             |            | Велика Британія   | 1972                | 1974               |
| 10. | Генерал Джон Шарп                |            | Велика Британія   | 1974                | 1977               |
| 11. | Генерал Пітер Вайтлі             |            | Велика Британія   | 1977                | 1979               |
| 12. | Генерал Ентоні Фаррар            |            | Велика Британія   | 1979                | 1982               |
| 13. | Генерал Річард Лоусон            |            | Велика Британія   | 1982                | 1986               |
| 14. | Генерал Джефрі Хуллет            |            | Велика Британія   | 1986                | 1989               |
| 15. | Генерал Патрік Палмер            |            | Велика Британія   | 1989                | 1992               |
| 16. | Генерал Гаррі Джонсон            |            | Велика Британія   | 1992                | 1994               |
|     |                                  |            |                   |                     |                    |

## Список командувачів ВМС НАТО в Південній Європі (1951—1999)
| №   | Ім'я                      | Зображення | Країна походження | Початок повноважень | Кінець повноважень |
| --- | ------------------------- | ---------- | ----------------- | ------------------- | ------------------ |
| 1.  | Адмірал Роберт Карні      |            | США               | 1951                | 1953               |
| 2.  | Адмірал Вільям Фечтелер   |            | США               | 1953                | 1956               |
| 3.  | Адмірал Родні Брістоль    |            | США               | 1956                | 1959               |
| 4.  | Адмірал Чарльз Браун      |            | США               | 1959                | 1962               |
| 5.  | Адмірал Джеймс Рассел     |            | США               | 1962                | 1965               |
| 6.  | Адмірал Чарльз Гріффін    |            | США               | 1965                | 1968               |
| 7.  | Адмірал Горацій Ріверо    |            | США               | 1968                | 1972               |
| 8.  | Адмірал Річард Колберт    |            | США               | 1972                | 1973               |
| 9.  | Адмірал Майкл Джонстон    |            | США               | 1973                | 1975               |
| 10. | Адмірал Стенсфілд Тьорнер |            | США               | 1975                | 1977               |
| 11. | Адмірал Гарольд Шер       |            | США               | 1977                | 1980               |
| 12. | Адмірал Вільям Кроу       |            | США               | 1980                | 1983               |
| 13. | Адмірал Вільям Смолл      |            | США               | 1983                | 1985               |
| 14. | Адмірал Артур Мороу       |            | США               | 1985                | 1986               |
| 15. | Адмірал Джеймс Баззі      |            | США               | 1986                | 1989               |
| 16. | Адмірал Джонатан Хоу      |            | США               | 1989                | 1991               |
| 17. | Адмірал Джеремі Бурда     |            | США               | 1991                | 1994               |
| 18. | Адмірал Лейтон Смітт      |            | США               | 1994                | 1996               |
| 19. | Адмірал Томас Лопес       |            | США               | 1996                | 1998               |
| 20. | Адмірал Джеймс Елліс      |            | США               | 1998                | 1999               |
|     |                           |            |                   |                     |                    |

## Список командувачів ВМС НАТО в Атлантиці (1952—2003)
| №    | Ім'я                           | Зображення | Країна походження | Початок повноважень | Кінець повноважень |
| ---- | ------------------------------ | ---------- | ----------------- | ------------------- | ------------------ |
| 1.   | Адмірал Лінде Маккормік        |            | США               | 1952                | 1954               |
| 2.   | Адмірал Джеральд Райт          |            | США               | 1954                | 1960               |
| 3.   | Адмірал Роберт Деннісон        |            | США               | 1960                | 1963               |
| 4.   | Адмірал Гарольд Пейдж Смітт    |            | США               | 1963                | 1965               |
| 5.   | Адмірал Томас Мурр             |            | США               | 1965                | 1967               |
| 6.   | Адмірал Ефрем Холмс            |            | США               | 1967                | 1970               |
| 7.   | Адмірал Чарльз Дункан          |            | США               | 1970                | 1972               |
| 8.   | Адмірал Ральф Казінс           |            | США               | 1972                | 1975               |
| 9.   | Адмірал Айзек Кідд-молодший    |            | США               | 1975                | 1978               |
| 10.  | Адмірал Гаррі Трейн II         |            | США               | 1978                | 1982               |
| 11.  | Адмірал Візлі Макдональд       |            | США               | 1982                | 1985               |
| 12.  | Адмірал Лі Баггетт-молодший    |            | США               | 1985                | 1988               |
| 13.  | Адмірал Френк Келсо II         |            | США               | 1988                | 1990               |
| 14.  | Адмірал Ліон Едні              |            | США               | 1990                | 1992               |
| 15.  | Адмірал Пол Девід Міллер       |            | США               | 1992                | 1994               |
| 16.  | Генерал Джон Шихан             |            | США               | 1994                | 1997               |
| 17.  | Адмірал Гарольд Геман-молодший |            | США               | 1997                | 2000               |
| 18.  | Генерал Вільям Кернан          |            | США               | 2000                | 2002               |
| в.о. | Адмірал Іен Форбс              |            | Велика Британія   | 2002                | 2003               |
|      |                                |            |                   |                     |                    |

## Список командувачів ОСВ НАТО в Центральній Європі (1953—2000)
| №   | Ім'я                                      | Зображення | Країна походження | Початок повноважень | Кінець повноважень |
| --- | ----------------------------------------- | ---------- | ----------------- | ------------------- | ------------------ |
| 1.  | Маршал Альфонс Жуен                       |            | Франція           | 1953                | 1956               |
| 2.  | Генерал Жан-Етьєн Валлюі                  |            | Франція           | 1956                | 1960               |
| 3.  | Генерал Моріс Шалль                       |            | Франція           | 1960                | 1961               |
| 4.  | Генерал П'єр-Елі Жако                     |            | Франція           | 1961                | 1963               |
| 5.  | Генерал Жан Альберт Еміль Крепен          |            | Франція           | 1963                | 1966               |
| 6.  | Генерал Йоганн Адольф фон Кільманзегг     |            | Німеччина         | 1967                | 1968               |
| 7.  | Генерал Юрґен Беннекке                    |            | Німеччина         | 1968                | 1973               |
| 8.  | Генерал Ернст Фербер                      |            | Німеччина         | 1973                | 1975               |
| 9.  | Генерал Карл Шнель                        |            | Німеччина         | 1975                | 1977               |
| 10. | Генерал Франц-Йозеф Шульц                 |            | Німеччина         | 1977                | 1979               |
| 11. | Генерал Фердинанд фон Зенґер унд Еттерлін |            | Німеччина         | 1979                | 1983               |
| 12. | Генерал Леопольд Халупа                   |            | Німеччина         | 1983                | 1987               |
| 13. | Генерал Ганс-Геннінґ фон Зандрарт         |            | Німеччина         | 1987                | 1991               |
| 14. | Генерал Геннінґ фон Ондарца               |            | Німеччина         | 1991                | 1994               |
| 15. | Генерал Гельге Ганзен                     |            | Німеччина         | 1994                | 1996               |
| 16. | Генерал Дітер Штокман                     |            | Німеччина         | 1996                | 1998               |
| 17. | Генерал Йоахім Шпірінґ                    |            | Німеччина         | 1998                | 2001               |
|     |                                           |            |                   |                     |                    |

## Список командувачів об'єднаного командування Середземномор'я (1953—1967)
| №  | Ім'я                      | Зображення | Країна походження | Початок повноважень | Кінець повноважень |
| -- | ------------------------- | ---------- | ----------------- | ------------------- | ------------------ |
| 1. | Адмірал Луїс Маунтбеттен  |            | Велика Британія   | 1953                | 1954               |
| 2. | Адмірал Гай Грентем       |            | Велика Британія   | 1954                | 1957               |
| 3. | Віцеадмірал Ральф Едвардс |            | Велика Британія   | 1957                | 1958               |
| 4. | Адмірал Чарльз Ламбе      |            | Велика Британія   | 1958                | 1959               |
| 5. | Адмірал Александр Бінглі  |            | Велика Британія   | 1959                | 1961               |
| 6. | Адмірал Дерік Мартін      |            | Велика Британія   | 1961                | 1964               |
| 7. | Адмірал Джон Гамільтон    |            | Велика Британія   | 1964                | 1967               |
|    |                           |            |                   |                     |                    |

## Список командувачів об'єднаного командування мобільних сил НАТО в Європі (1964—2002)
| №   | Ім'я                                 | Країна походження | Початок повноважень | Кінець повноважень |  |
| --- | ------------------------------------ | ----------------- | ------------------- | ------------------ |  |
| 1.  | Генерал-майор Майкл Фіцалан-Говард   | Велика Британія   | 1964                | 1966               |  |
| 2.  | Генерал-майор Девід Туркот           | Канада            | 1966                | 1969               |  |
| 3.  | Генерал-майор Лі Гоббі               | Італія            | 1969                | 1972               |  |
| 4.  | Генерал-майор Дж. Гровен             | Бельгія           | 1972                | 1976               |  |
| 5.  | Генерал-майор Говард Гофман          | США               | 1976                | 1977               |  |
| 6.  | Генерал-майор Александр Вейєд        | США               | 1977                | 1980               |  |
| 7.  | Генерал-майор Майкл Рейнольдс        | Велика Британія   | 1980                | 1983               |  |
| 8.  | Генерал-майор А. Крісті              | Канада            | 1983                | 1986               |  |
| 9.  | Генерал-майор Фердинанд Анжион       | Італія            | 1986                | 1988               |  |
| 10. | Генерал-майор Пітер Карстенс         | Німеччина         | 1988                | 1991               |  |
| 11. | Генерал-майор Жозеф Шупс             | Бельгія           | 1991                | 1994               |  |
| 12. | Генерал-майор Генрі Ківенар-молодший | США               | 1994                | 1997               |  |
| 13. | Генерал-майор Джон Рейт              | Велика Британія   | 1997                | 1999               |  |
| 14. | Генерал-майор Вільям Голмс           | Канада            | 1999                | 2002               |  |
|     |                                      |                   |                     |                    |  |

## Список командувачів об'єднаного корпусу швидкого реагування НАТО (з 1992)
| №  | Ім'я                               | Зображення | Країна походження | Початок повноважень | Кінець повноважень |
| -- | ---------------------------------- | ---------- | ----------------- | ------------------- | ------------------ |
| 1. | Генерал-лейтенант Джеремі Маккензі |            | Велика Британія   | 1992                | 1994               |
| 2. | Генерал-лейтенант Майкл Вокер      |            | Велика Британія   | 1994                | 1997               |
| 3. | Генерал-лейтенант Майк Джексон     |            | Велика Британія   | 1997                | 2000               |
| 4. | Генерал-лейтенант Крістофер Друрі  |            | Велика Британія   | 2000                | 2002               |
| 5. | Генерал-лейтенант Річард Даннатт   |            | Велика Британія   | 2002                | 2005               |
| 6. | Генерал-лейтенант Девід Річардс    |            | Велика Британія   | 2005                | 2007               |
| 7. | Генерал-лейтенант Річард Ширрефф   |            | Велика Британія   | 2007                | 2011               |
| 8. | Генерал-лейтенант Джеймс Бакнелл   |            | Велика Британія   | 2011                | 2013               |
| 9. | Генерал-лейтенант Тімоті Еванс     |            | Велика Британія   | 2013                | на посаді          |
|    |                                    |            |                   |                     |                    |

## Список командувачів ВПС НАТО в Північно-Західній Європі (1994—2000)
| №  | Ім'я                               | Зображення | Країна походження | Початок повноважень | Кінець повноважень |
| -- | ---------------------------------- | ---------- | ----------------- | ------------------- | ------------------ |
| 1. | Маршал повітряних сил Джон Томсон  |            | Велика Британія   | 1994                | 1994               |
| 2. | Маршал повітряних сил Річард Джонс |            | Велика Британія   | 1994                | 1997               |
| 3. | Маршал повітряних сил Джон Чешир   |            | Велика Британія   | 1997                | 2000               |
|    |                                    |            |                   |                     |                    |

## Список командувачів ОЗС НАТО з питань трансформації (з 2002)
| №  | Ім'я                        | Зображення | Країна походження | Початок повноважень | Кінець повноважень |
| -- | --------------------------- | ---------- | ----------------- | ------------------- | ------------------ |
| 1. | Адмірал Едмунд Джамбастіані |            | США               | 2002                | 2005               |
| 2. | Генерал Ленс Сміт           |            | США               | 2005                | 2007               |
| 3. | Генерал Джеймс Меттіс       |            | США               | 2007                | 2009               |
| 4. | Генерал Стефан Абріаль      |            | Франція           | 2009                | 2012               |
| 5. | Генерал Жан-Поль Паломерос  |            | Франція           | 2012                | на посаді          |
|    |                             |            |                   |                     |                    |

## Список командувачів об'єднаного командування ОЗС НАТО Брюнсум (з 2004)
| №  | Ім'я                          | Зображення | Країна походження | Початок повноважень | Кінець повноважень |
| -- | ----------------------------- | ---------- | ----------------- | ------------------- | ------------------ |
| 1. | Генерал Ґергард Бак           |            | Німеччина         | 2004                | 2007               |
| 2. | Генерал Егон Рамс             |            | Німеччина         | 2007                | 2010               |
| 3. | Генерал Вольф-Дітер Лянґгельд |            | Німеччина         | 2010                | 2012               |
| 4. | Генерал Ганс-Лотаp Домрьозе   |            | Німеччина         | 2012                | на посаді          |
|    |                               |            |                   |                     |                    |

## Список командувачів об'єднаного командування ОЗС НАТО Неаполь (з 2004)
| №  | Ім'я                     | Зображення | Країна походження | Початок повноважень | Кінець повноважень |
| -- | ------------------------ | ---------- | ----------------- | ------------------- | ------------------ |
| 1. | Адмірал Майкл Маллен     |            | США               | 2004                | 2005               |
| 2. | Адмірал Генрі Ульріч     |            | США               | 2005                | 2007               |
| 3. | Адмірал Марк Фіцджеральд |            | США               | 2007                | 2010               |
| 4. | Адмірал Семюель Локлер   |            | США               | 2010                | 2012               |
| 5. | Адмірал Брюс Клінган     |            | США               | 2012                | на посаді          |
|    |                          |            |                   |                     |                    |

## Список командувачів об'єднаного командування ОЗС НАТО Лісабон (2004—2012)
| №  | Ім'я                             | Зображення | Країна походження | Початок повноважень | Кінець повноважень |
| -- | -------------------------------- | ---------- | ----------------- | ------------------- | ------------------ |
| 1. | Адмірал Джон Стафлебем           |            | США               | 2004                | 2007               |
| 2. | Адмірал Джеймс Вінфелд           |            | США               | 2007                | 2008               |
| 3. | Адмірал Брюс Клінган             |            | США               | 2008                | 2009               |
| 4. | Генерал-лейтенант Філіп Штольц   |            | Франція           | 2009                | 2012               |
| 5. | Генерал-лейтенант Мануель Местре |            | Франція           | 2012                | 2012               |
|    |                                  |            |                   |                     |                    |

## Список командувачів об'єднаного командування ОСВ НАТО (з 2012)
| №  | Ім'я                         | Зображення | Країна походження | Початок повноважень | Кінець повноважень |
| -- | ---------------------------- | ---------- | ----------------- | ------------------- | ------------------ |
| 1. | Генерал-лейтенант Бен Годжес |            | США               | 2012                | на посаді          |
|    |                              |            |                   |                     |                    |

## Список командувачів об'єднаного командування ВПС НАТО (з 2012)
| №  | Ім'я                 | Зображення | Країна походження | Початок повноважень | Кінець повноважень |
| -- | -------------------- | ---------- | ----------------- | ------------------- | ------------------ |
| 1. | Генерал Френк Горенц |            | США               | 2012                | на посаді          |
|    |                      |            |                   |                     |                    |

## Список командувачів об'єднаного командування ВМС НАТО (з 2012)
| №  | Ім'я                     | Зображення | Країна походження | Початок повноважень | Кінець повноважень |
| -- | ------------------------ | ---------- | ----------------- | ------------------- | ------------------ |
| 1. | Віцеадмірал Пітер Гадсон |            | Велика Британія   | 2012                | на посаді          |
|    |                          |            |                   |                     |                    |